# Baby Gray
Baby Gray (* 20. Dezember 1907 in Berlin als Elisabeth Margarete Marie Knevels; † nach 1945) war eine deutsche Filmschauspielerin und Sängerin.

## Karriere
Die gebürtige Elisabeth Knevels erlernte zunächst den Schneiderberuf. 1933 spielte sie ihre erste große Rolle an der Seite von Hans Albers als Anni, die ‚Puppe‘ in dem Film Heut’ kommt’s drauf an. Im selben Jahr spielte und sang sie die Bessy in der Verfilmung von Paul Abrahams Die Blume von Hawaii. 1934 und 1935 wirkte sie in zehn weiteren Unterhaltungsfilmen mit, u. a. neben Werner Finck, Walter Gross, Wilhelm Bendow, Jupp Hussels und Grethe Weiser. Ihr letztes Filmengagement hatte sie ausweislich diverser Nachschlagewerke in dem 1937 gedrehten Film Abenteuer in Warschau nach Franz Grothes Operette Ein bißchen Komödie, in dem sie eine angehende Soubrette spielte und zusammen mit Robert Dorsay auch einen Evergreen sang, den Foxtrott Das schönste an der Liebe ist die Heirat (Musik Michael Jary, Text Bruno Balz). Über ihr weiteres Schicksal und ihr Todesdatum ist nichts bekannt.
Von 1929 bis 1936 war sie mit dem Sänger Herbert van Bloeme verheiratet.

## Filmografie
- 1933: Heut’ kommt’s drauf an (auch bekannt als: Das goldene Saxophon, Der Jazzbandit und Der Held des Tages) – Regie: Kurt Gerron
- 1933: Die Blume von Hawaii
- 1934: Liebe und Zahnweh – Regie: Georg Jacoby
- 1934: Hochzeit am 13. – Regie: Georg Jacoby
- 1934: Ein schwerer Junge – Regie: Rolf Randolf
- 1934: Der Mann mit dem Affen – Regie: Herbert B. Fredersdorf
- 1934: Am Telefon wird gewünscht (Kurzfilm) – Regie: Phil Jutzi
- 1934: Abenteuer im Südexpress – Regie: Erich Waschneck
- 1934: Die beiden Seehunde (auch bekannt als: Die beiden Seehunde. Seine Hoheit der Dienstmann) – Regie: Fred Sauer
- 1935: Der eingebildete Kranke (Kurzfilm) – Regie: Detlef Sierck
- 1935: Den Zahn lass Dir man ziehen (Kurzfilm) – Regie: Harry Preuss
- 1935: Achte mir auf Gakeki (Kurzfilm) – Regie: Alwin Elling
- 1935: Der rote Faden (Kurzfilm) – Regie: Karl Leiter
- 1937: Abenteuer in Warschau